# 1998年冬季残疾人奥林匹克运动会斯洛伐克代表团
1998年冬季残疾人奥林匹克运动会斯洛伐克代表团是斯洛伐克派出的1998年冬季残疾人奥林匹克运动会代表团。获得6枚银牌和4枚铜牌。